# Falkon (konwent)
Falkon – ogólnopolski Festiwal Miłośników Fantastyki, odbywający się dorocznie w Lublinie w listopadzie. Jeden z największych i najważniejszych konwentów w Polsce, organizowany od 2000 roku przez Lubelskie Stowarzyszenie Fantastyki „Cytadela Syriusza”.

## Historia
W latach 2000–2006 Falkon odbywał się w IV Liceum Ogólnokształcącym im. Stefanii Sempołowskiej oraz dodatkowo (w latach 2004–2006) w Gimnazjum nr 19. W latach 2007–2011 miejscem Falkonu była Wyższa Szkoła Przedsiębiorczości i Administracji (dodatkowo w 2009 roku Liceum Ogólnokształcące nr 14, w 2010 roku Gimnazjum nr 19, a w 2011 roku Międzynarodowe Szkoły im. Paderewskiego). W roku 2012 nowym miejscem organizacji imprezy stały się Targi Lublin oraz Szkoła Podstawowa nr 20 im. Jarosława Dąbrowskiego. Festiwal odbywał się początkowo w trzeci weekend listopada, od roku 2010 miał miejsce w drugi weekend listopadowy i w miarę możliwości (11 listopada) trwał cztery dni (lata 2010–2011 oraz 2013–2014). Od roku 2016, odbywa się w pierwszy weekend listopada.
Festiwal z roku na rok odwiedza coraz większa liczba uczestników. Pierwsza edycja w roku 2000 zgromadziła 430 osób, w roku 2004 po raz pierwszy przekroczona została liczba 1000 odwiedzających, w roku 2010 było ich już ponad 2000. W 2011 roku Falkon zgromadził ponad 2500 uczestników, w roku 2012 – ponad 3000 osób, a w roku 2013 – 4500 osób, a w roku 2016 przekroczył 9500 uczestników. Falkon gości polskich twórców związanych z fantastyką. Przybywają na niego również goście zagraniczni: w 2001 roku – brytyjska pisarka science fiction Pat Cadigan, w 2010 roku – artysta Wojciech Siudmak, w 2011 – kanadyjski pisarz s-f Peter Watts, w 2012 – rosyjski pisarz fantastyki postapokaliptycznej Andriej Diakow, w roku 2013 – Kevin J. Anderson. W roku 2014 organizatorzy zaprosili Davida Webera, Michaela Swanwicka, Marka Rein•Hagena.
Falkon jest również areną wielu nagród branżowych. W latach 2008–2011 miała na festiwalu miejsce uroczysta gala Nagrody Literackiej im. Jerzego Żuławskiego, a w 2010 roku uroczysta gala Nagrody Nautilus oraz gala konkursu literackiego „Horyzonty Wyobraźni”. Ponadto w latach 2006, 2010–2012 na Falkonie odbywał się Puchar Mistrza Mistrzów – ogólnopolski turniej na najlepszego Mistrza Gry RPG. Od 2011 roku w ramach Falkonu odbywa się NEЯD – konkurs dla graczy, w roku 2013 miała miejsce premierowa edycja konkursu Larpy Najwyższych Lotów.
Falkon jest zaliczany do najważniejszych i największych imprez kulturalnych Lublina. 14. edycja festiwalu otrzymała od Prezydenta Lublina nagrodę za najlepszą inicjatywę miejską zrealizowaną w roku 2013.
Konwent był regularnie organizowany do 2019 roku, a z powodu pandemii koronawirusa i późniejszych problemach z organizacją doszło do 4-letniej przerwy. Falkon ogłosił swój powrót w 2024 roku gdzie zapowiedziano zorganizowanie nowej edycji w Wyższej Szkole Przedsiębiorczości i Administracji w dniach 16-18 lutego.

## Bloki tematyczne
W programie można znaleźć kilkaset wydarzeń rozbitych na kilkanaście bloków tematycznych:

- Plebiscyt nagrody literackiej Nautilus,
- Drużynowe Mistrzostwa Gier Planszowych,
- NEЯD – konkurs dla graczy,
- Larpy Najwyższych Lotów,
- Konkurs Odlotowych Strojów KOSplay,
- Falkon Arena,
- blok spotkań autorskich,
- blok prelekcji literackich,
- blok prelekcji popularnonaukowych,
- blok konkursów,
- blok Star Wars,
- blok Mangi, Anime i kultury japońskiej,
- blok gier planszowych i karcianych,
- blok gier komputerowych i konsolowych,
- blok RPG i larpów,
- blok gier bitewnych,
- blok warsztatów,
- koncerty i pokazy,
- kącik dziecięcy.